# Годень (Арджеш)
Годень, Годені (рум. Godeni) — село у повіті Арджеш в Румунії. Входить до складу комуни Годень.
Село розташоване на відстані 124 км на північний захід від Бухареста, 41 км на північ від Пітешть, 136 км на північний схід від Крайови, 68 км на південний захід від Брашова.

## Населення
За даними перепису населення 2002 року у селі проживали 1086 осіб, усі — румуни. Усі жителі села рідною мовою назвали румунську.